# كريستينا ليشتشفيتش
كريستينا ليشتشفيتش (بالسيريلية الصربية: Кристина Лишчевић) مواليد 20 أكتوبر 1989 في جمهورية يوغوسلافيا الاشتراكية الاتحادية، هي لاعبة كرة يد صربية تلعب كوسط مدافع. حققت المركز الثاني في بطولة العالم لكرة اليد للسيدات 2013.

## سجل المنافسة
شاركت في البطولات التالية:
- بطولة العالم لكرة اليد للسيدات 2013
- بطولة العالم لكرة اليد للسيدات 2015
- بطولة أوروبا لكرة اليد للسيدات 2012
- بطولة أوروبا لكرة اليد للسيدات 2014
- بطولة أوروبا لكرة اليد للسيدات 2016

## الميداليات
| الميدالية | المسابقة                            |
| --------- | ----------------------------------- |
| فضية      | بطولة العالم لكرة اليد للسيدات 2013 |

## روابط خارجية
- كريستينا ليشتشفيتش على موقع الاتحاد الأوروبي لكرة اليد (الإنجليزية)